# Ärztinnen und Ärzte für individuelle Impfentscheidung
Ärztinnen und Ärzte für individuelle Impfentscheidung (ÄFI) e. V. (ehemals Ärzte für individuelle Impfentscheidung e. V.) ist ein Verein, der sich gegen verpflichtende Impfungen einsetzt. In dem Verein sind insbesondere Homöopathen und Anthroposophen engagiert. Die Organisation wird dem Spektrum der Impfkritiker und Impfzweifler zugerechnet.

## Geschichte
Der Verein wurde 2006 in Herdecke gegründet. Sitz des Vereins ist seit 2019 Berlin. Der Eintrag im Vereinsregister des Amtsgerichtes Charlottenburg erfolgte unter der Vereinsnummer VR 38390 B.

## Vorstand
Der auf der Mitgliederversammlung vom 29. Juni 2022 gewählte Vorstand besteht aus sechs Personen: Jost Deerberg, anthroposophischer Kinderarzt aus Hamburg; Nicola Fels, Kinder- und Jugendärztin mit Schwerpunkt Komplementärmedizin aus Krefeld; Michael Friedl, anthroposophischer Kinderarzt und Homöopath aus Heidelberg, außerdem Schularzt an einer Waldorfschule; Ingrid Heimke, Kinder- und Jugendärztin sowie Homöopathin aus Dresden; Alexander Konietzky als Sprecher des Vorstandes, Kinder- und Jugendarzt sowie Homöopath aus Hamburg; und Stefan Schmidt-Troschke, anthroposophischer Kinderarzt aus Berlin. 
Gemäß Angaben des Vereins ist seit dem 1. August 2020 Juliane Schiller als Geschäftsführerin angestellt.

## Impfkritische Positionen
Obwohl der Verein sich selbst nicht als Impfgegner versteht, setzt er sich für eine sogenannte „individuelle Impfentscheidung“ bzw. für einen „alternativen Impfplan“ ein, also ein entgegen dem von der STIKO empfohlenen Impfplan. So bezweifelt der Verein in einem Manifest von 2010 die per Gericht attestierte Fachkompetenz der Ständigen Impfkommission (STIKO). Dadurch grenzen sich Mitglieder des Vereins von anthroposophisch ausgerichteten Ärztevereinigungen ab, letztere unterstützen den Infektionsschutz auch in Form des Impfens.
Im Vorfeld einer impfgegnerischen Demonstration 2019 in Berlin warb der Verein auf seiner Website auf der Veranstaltungsseite, die selbst auf impfgegnerische Vereine und Organisationen verlinkte. Erst auf Nachfrage distanzierte sich der Verein von den Inhalten jener Organisationen auf der Berliner Demonstration, bekräftige aber seine Ablehnung zum Masernschutzgesetz und entfernte den Link nach Ende der Demonstration.
Vereinsgründer Friedl behauptet, dass die Ausrottung bestimmter impfpräventabler Infektionskrankheiten sich nicht auf die Impfungen zurückführen ließe, sondern auf eine verbesserte Hygiene, sauberes Trinkwasser und eine gesunde Ernährung. Dieses Argument wird von Impfgegnern und -skeptikern häufig aufgeführt, ist aber wissenschaftlich unhaltbar und wurde bereits vielfach widerlegt.

### Kampagne gegen Masernschutzgesetz
Das Masernschutzgesetz trat am 1. März 2020 in Kraft. Es schreibt vor, dass alle Kinder ab dem vollendeten ersten Lebensjahr beim Eintritt in die Schule oder den Kindergarten die von der Ständigen Impfkommission am Robert Koch-Institut empfohlenen Masern-Impfungen vorweisen müssen. Auch bei der Betreuung durch eine Kindertagespflegeperson muss in der Regel ein Nachweis über die Masernimpfung erfolgen.
Bei Schulkindern kann die Aufnahme zwar wegen der Schulpflicht nicht verweigert werden. Eltern, die ihre Kinder nicht impfen lassen, drohen Bußgelder in Höhe von bis zu 2500 Euro.
Der Verein versuchte, das Masernschutzgesetz mit einem Eilantrag beim Bundesverfassungsgericht (BVerfG) zu stoppen.
Das BVerG lehnte diesen und andere Eilanträge am 11. Mai 2020 ab. Am 18. August 2022 wies das BVerG ebenfalls Anträge für den Bereich der Kindertagesstätten ab.
Parallel dazu betrieb der Verein eine breite mediale Kampagne gegen das Masernschutzgesetz (mit dem Slogan „Die Impfpflicht können wir uns Spahn!“). Auf der Website gab es diverse Werbemittel, fertig formulierte E-Mails an Gesundheitsminister Spahn und Mitglieder des Ausschusses für Gesundheit des Bundestags sowie Grafiken zur Platzierung in Sozialen Medien.

### COVID-19-Impfungen
Im November 2020 während der COVID-19-Pandemie in Deutschland veröffentlichte die Organisation ein Positionspapier, in dem sie gegen eine Impfung gegen COVID-19 und gegen etwaige damit einhergehende Privilegien plädierte. Das Paul-Ehrlich-Institut wies in einer Stellungnahme die Ansichten des Vereins zurück:

„Die Kritik der ‚Ärzte für individuelle Impfentscheidung‘ bezüglich nicht nachgewiesener Immunität ist vor dem Hintergrund, dass es sich bei COVID-19 um eine sehr schwere, immer häufiger tödlich verlaufende Krankheit handelt, für die es bisher keine Therapieoption gibt, schwer nachzuvollziehen.“

Vertreter des Vereins wie Rabe und Deerberg haben in gesteuerten Webinaren Falschinformationen über die Pandemie verbreitet. Die Verwendung einer einseitigen Quelle bezüglich der Gefahr einer Herzmuskelentzündung nach einer mRNA-Impfung wurde von dem Kardiologen Thomas Meinertz als „Ausdruck ‚purer Ideologie‘“ bezeichnet. Kritisiert wurden von anderen Experten die von Rabe und Deerberg vorgebrachten Thesen und Positionen als „Unfug“ oder „unbewiesene Behauptung“, zudem fußen diese „auf Halbwahrheiten und Pseudoargumenten“.
Anfang 2022 unterzeichnete die Initiative einen offenen Brief, in dem behauptet wurde, dass die COVID-19-Impfung nicht vor einem schweren Verlauf schütze, Risiken beinhalte und der individuelle Nutzen dieser Impfungen „im Bevölkerungsdurchschnitt marginal“ sei. Auch findet sich in dem u. a. von Sucharit Bhakdi mitunterschriebenen Papier der Satz: „Allenfalls bei alten Menschen und solchen mit Risikofaktoren für einen schweren Verlauf könnte eine eventuell vorhandene Schutzwirkung der Impfung überwiegen“. Gemäß Tagesschau sind in dem Aufruf zwar Belege angegeben, diese seien aber „unvollständig, falsch – oder es fehl[e] eine Gewichtung der Aussagen“. Der Präsident der Bundesärztekammer, Klaus Reinhardt, kritisierte die in dem Papier getätigten Aussagen und ordnete es als eines von mehreren Schreiben ein, die „Falschbehauptungen zu Corona, beziehungsweise zu den Corona-Impfstoffen erhalten“ und die „Ärztinnen und Ärzte verunsichern und so die Impfkampagne in Deutschland stören“ sollen.
Im Beschluss des Bundesverfassungsgerichts über die Verfassungsmäßigkeit der einrichtungsbezogenen Impfpflicht vom 27. April 2022 wird ÄFI als sachverständige Dritte aufgeführt. Die eingereichte Verfassungsbeschwerde wurde vom Verein unterstützt.